# Teorema fondamentale dell'algebra
Il teorema fondamentale dell'algebra asserisce che ogni polinomio in una variabile di grado {\displaystyle n\geq 1} (cioè non costante) con coefficienti complessi, del tipo
{\displaystyle a_{n}z^{n}+\ldots +a_{1}z+a_{0},}
ammette almeno una radice complessa (o zero).
Equivalentemente (per definizione) il teorema asserisce che il campo dei numeri complessi è algebricamente chiuso.
Dal teorema segue che un polinomio a coefficienti complessi ammette esattamente {\displaystyle n} radici complesse (contate con la giusta molteplicità), mentre un polinomio a coefficienti reali ammette al più {\displaystyle n} radici reali.

## Storia
Un'enunciazione del teorema in una pubblicazione fu opera del matematico di origine fiamminga Albert Girard nel 1629 nel libro L'invention en algebre, per quanto anticipata da una formulazione debole da parte di Peter Roth, riportata nei suoi Arithmetica Philosophica (1608). Non vi era comunque alcuna dimostrazione. Nel 1702 Leibniz sostenne di aver trovato un controesempio con il polinomio {\displaystyle x^{4}+1}. Nel 1742 Nicolas Bernoulli e Christian Goldbach in una lettera inviata allo stesso Leibniz dimostrarono l'esistenza di radici complesse del polinomio.
Il primo tentativo serio di dimostrazione del teorema fu operato da d'Alembert nel 1746, il quale però utilizzò un teorema non ancora dimostrato (la dimostrazione fu fatta da Puiseux nel 1751 utilizzando lo stesso teorema fondamentale dell'algebra). Altri tentativi di dimostrazione furono portati avanti nel 1749 da Eulero, Lagrange nel 1772, Laplace nel 1795.
Finalmente nel 1799 Gauss riuscì nell'intento sfruttando i tentativi dei suoi predecessori. Infine, nel 1814 Jean-Robert Argand, un libraio appassionato di matematica, pubblicò un'altra dimostrazione molto più semplice rispetto a quella di Gauss.

## Esempi

### Polinomi a coefficienti reali
Un numero reale è un particolare numero complesso con parte immaginaria nulla; il teorema è quindi valido per ogni polinomio a coefficienti reali. Ad esempio, si consideri il polinomio
{\displaystyle p(z)=z^{2}+1.}
Questo polinomio non ammette nessuna radice reale: i numeri reali non formano un campo algebricamente chiuso. Per il teorema fondamentale dell'algebra, il polinomio ha però almeno una radice complessa: questa è l'unità immaginaria {\displaystyle z=i}. Infatti:
{\displaystyle p(i)=i^{2}+1=-1+1=0.}
Questa non è tuttavia l'unica radice. Il polinomio ha grado due e ha due radici complesse: {\displaystyle i} e {\displaystyle -i}.

## Dimostrazioni
Esistono numerose dimostrazioni del teorema fondamentale dell'algebra, che coinvolgono settori molto diversi della matematica, come la topologia, l'analisi complessa e l'algebra.

### Dimostrazione basata sullo sviluppo in serie di Taylor
Sia {\displaystyle p(z)} un polinomio a coefficienti complessi di grado {\displaystyle n\geq 1}. 
Abbiamo {\displaystyle \lim _{|z|\to +\infty }|p(z)|=+\infty }, quindi esiste {\displaystyle r>0} tale che 
{\displaystyle |p(z)|>|p(0)|} per ogni {\displaystyle z\in \mathbb {C} } tale che {\displaystyle |z|>r.}
Il disco chiuso {\displaystyle D_{r}:=\{z\in \mathbb {C} :|z|\leq r\}} è compatto, dunque per il teorema di Weierstrass esiste un punto {\displaystyle z_{0}\in D_{r}} in cui {\displaystyle |p(z)|} assume il suo minimo valore assoluto in {\displaystyle D_{r}}.
Dimostriamo che {\displaystyle |p(z_{0})|=0}, ovvero che {\displaystyle p(z_{0})=0}.
Sviluppando {\displaystyle p(z)} in serie di Taylor intorno a {\displaystyle z_{0}} abbiamo
{\displaystyle \forall z\in \mathbb {C} \;:\quad p(z)=a_{0}+a_{k}(z-z_{0})^{k}+a_{k+1}(z-z_{0})^{k+1}+\cdots +a_{n}(z-z_{0})^{n},}
dove {\displaystyle a_{0}=p(z_{0})}, {\displaystyle k\geq 1} è intero e {\displaystyle a_{k},a_{k+1},\ldots ,a_{n}\in \mathbb {C} } con {\displaystyle a_{k}\neq 0.}
Si noti che la serie di Taylor è finita, poiché {\displaystyle p^{(m)}(z_{0})=0} per ogni intero {\displaystyle m>n} essendo {\displaystyle p(z)} un polinomio di grado {\displaystyle n}. Quindi:
{\displaystyle p(z)=a_{0}+a_{k}(z-z_{0})^{k}+R(z),}
dove {\displaystyle R(z)=o((z-z_{0})^{k})} per {\displaystyle z\to z_{0}}.
Per ogni {\displaystyle \varepsilon >0} possiamo scegliere {\displaystyle z\in \mathbb {C} } dipendente da {\displaystyle \varepsilon } in modo che {\displaystyle a_{k}(z-z_{0})^{k}=-\varepsilon a_{0}}. Se {\displaystyle a_{0}\neq 0}, di conseguenza {\displaystyle z_{\varepsilon }\neq z_{0}} e quando {\displaystyle \varepsilon \to 0^{+}} allora {\displaystyle z_{\varepsilon }\to z_{0}}. Tenendo conto che {\displaystyle p(z_{\varepsilon })=(1-\varepsilon )a_{0}+R(z_{\varepsilon })}, per {\displaystyle \varepsilon } sufficientemente piccolo avremo 
{\displaystyle |R(z_{\varepsilon })|=|o((z-z_{0})_{\varepsilon a_{0}/a_{k}})|<{\tfrac {1}{2}}\varepsilon |a_{0}|.}
Pertanto, in virtù della disuguaglianza triangolare, sarà: {\displaystyle |p(z_{\varepsilon })|\leq |(1-\varepsilon )a_{0}|+|R(z_{\varepsilon })|<(1-{\tfrac {1}{2}}\varepsilon )|a_{0}|<|a_{0}|=|p(z_{0})|,}
ossia si è trovato un assurdo, in quanto {\displaystyle z_{0}} è un punto di minimo assoluto. Quindi {\displaystyle a_{0}=p(z_{0})=0} e si arriva all'enunciato.

### Dimostrazione basata sull'analisi complessa
Sia {\displaystyle p(z)} un polinomio complesso, tale che {\displaystyle p(z)\neq 0} per ogni {\displaystyle z} complesso. Allora la funzione 
{\displaystyle f(z)={\frac {1}{p(z)}}}
è una funzione intera, cioè è una funzione olomorfa su tutto {\displaystyle \mathbb {C} }. D'altra parte
{\displaystyle \lim _{|z|\to +\infty }|p(z)|=+\infty }
implica
{\displaystyle \lim _{|z|\to +\infty }|f(z)|=0}
e quindi la funzione {\displaystyle f(z)} è limitata. Per il teorema di Liouville {\displaystyle f(z)} è costante, da cui segue che anche {\displaystyle p(z)} è costante.
Quindi gli unici polinomi senza zeri sono i polinomi costanti.

### Dimostrazione topologica
Consideriamo un polinomio a coefficienti complessi non costante
{\displaystyle P(z)=a_{n}z^{n}+a_{n-1}z^{n-1}+\ldots +a_{1}z+a_{0}.}
Si vuole dimostrare che esiste un punto {\displaystyle \alpha } tale che {\displaystyle P(\alpha )=0}. A tale scopo possiamo considerare il caso in cui {\displaystyle a_{n}=1}.
Supponiamo per assurdo che {\displaystyle P} non ammetta radici, cioè che l'origine non sia nella sua immagine. Consideriamo sul piano complesso la circonferenza di centro l'origine e raggio {\displaystyle r} parametrizzata da
{\displaystyle \gamma _{r}(t)=re^{it}.}
Il polinomio {\displaystyle P} rappresenta una funzione continua del piano complesso in sé stesso e come tale manderà la circonferenza {\displaystyle \gamma _{r}} in una curva piana parametrizzata {\displaystyle P(\gamma _{r})}. La curva così ottenuta non passerà per l'origine dal momento che abbiamo assunto che 0 non è nell'immagine di {\displaystyle P}, e questo qualunque sia il raggio {\displaystyle r}. Quindi possiamo considerare l'indice di avvolgimento di {\displaystyle P(\gamma _{r})} rispetto all'origine {\displaystyle I(P(\gamma _{r}),0)}.
Poniamo
{\displaystyle \Phi (r)=I(P(\gamma _{r}),0).}
Poiché l'indice di avvolgimento non varia per deformazioni della curva tali che questa non tocchi mai l'origine (è un invariante omotopico) la funzione {\displaystyle \Phi (r)} sarà continua e poiché l'indice assume solo valori interi dovrà anche essere una funzione costante.
Ora consideriamo il valore di {\displaystyle \Phi (r)} per due differenti valori di {\displaystyle r}:
- per {\displaystyle r=0} la curva {\displaystyle \gamma _{r}} è costituita da un unico punto (l'origine) e la sua immagine sarà quindi anch'essa un unico punto che non può essere l'origine. In questo caso evidentemente si ha che {\displaystyle I(P(\gamma _{0}),0)=\Phi (0)=0}.
- per {\displaystyle r} abbastanza grandi affinché si abbia 
{\displaystyle r>1,\quad r>|a_{n-1}|+\ldots +|a_{0}|}

abbiamo che la curva {\displaystyle P(\gamma _{r})} può essere deformata con continuità nella curva {\displaystyle \gamma _{r}^{n}} definita da
{\displaystyle t\mapsto r^{n}e^{int}}
immagine di {\displaystyle \gamma _{r}} mediante la funzione polinomiale {\displaystyle z^{n}}. Poiché l'indice di questa curva rispetto all'origine è {\displaystyle n} e per l'invarianza omotopica possiamo dedurre che {\displaystyle \Phi (r)=n}.
Per dimostrare questo osserviamo che finché {\displaystyle z} si trova nella circonferenza {\displaystyle |z|=r} vale la seguente catena di disuguaglianze:
{\displaystyle |P(z)-z^{n}|=|a_{n-1}z^{n-1}+\ldots +a_{1}z+a_{0}|}
{\displaystyle \leq |a_{n-1}||z|^{n-1}+\ldots +|a_{1}||z|+|a_{0}|}
{\displaystyle =|a_{n-1}|r^{n-1}+\ldots +|a_{1}|r+|a_{0}|}
{\displaystyle <r^{n-1}(|a_{n-1}|+\ldots +|a_{1}|+|a_{0}|)}
{\displaystyle <r^{n-1}\cdot r=r^{n}=|z^{n}|.}
Questo significa che fintanto che {\displaystyle z} si trova sulla circonferenza di raggio {\displaystyle r} la distanza che separa il punto {\displaystyle P(z)} della curva immagine dal punto {\displaystyle z^{n}} è minore di quella che separa il punto {\displaystyle z^{n}} dall'origine, dunque il segmento che congiunge {\displaystyle P(z)} a {\displaystyle z^{n}} non tocca l'origine per ogni {\displaystyle z} in {\displaystyle \gamma _{r}} e questo permette di definire una deformazione continua di {\displaystyle P(\gamma _{r})} in {\displaystyle \gamma _{r}^{n}} che non faccia passare la curva per l'origine.
Il fatto che {\displaystyle \Phi (r)} assuma valori differenti per differenti raggi contraddice il fatto che deve essere una funzione costante, e siamo quindi giunti a un assurdo da cui concludiamo che l'ipotesi che {\displaystyle P} non avesse nessuna radice è impossibile.

## Campi algebricamente chiusi
Si dice che il campo complesso {\displaystyle \mathbb {C} } è un campo algebricamente chiuso per indicare il fatto che ogni polinomio di grado maggiore o uguale a 1, a coefficienti complessi, ha almeno una radice in {\displaystyle \mathbb {C} }, come stabilisce il teorema qui esposto. Tale proprietà non è condivisa dai sottocampi {\displaystyle \mathbb {Q} } e {\displaystyle \mathbb {R} } come si può vedere subito considerando i polinomi 
{\displaystyle x^{2}-2}
che non ha radici nel campo {\displaystyle \mathbb {Q} } dei razionali, e
{\displaystyle x^{2}+1}
che non ha radici nel campo {\displaystyle \mathbb {R} } dei reali.